# اچ‌پی انترپرایس سرویسز

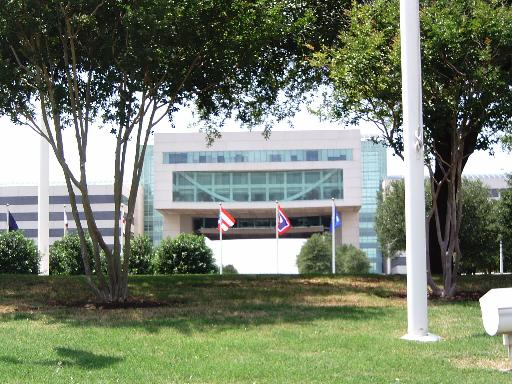
ساختمان مرکزی اچ‌پی انترپرایس سرویسز

اچ‌پی انترپرایس سرویسز (به انگلیسی: HP Enterprise Services) شرکت فناوری اطلاعات آمریکایی است، که به‌عنوان زیرمجموعه‌ای از شرکت اچ‌پی، در زمینه ارائه خدمات فناوری اطلاعات، مشاور مدیریت، مشاوره اطلاعاتی، مشاور مدیریت و خدمات برون‌سپاری فعالیت می‌نماید.
این شرکت در سال ۲۰۰۸ در پی خریداری شرکت الکترونیک دیتا سیستمز به ارزش ۱۳٫۹ میلیارد دلار، سپس تغییر نام آن توسط اچ‌پی راه‌اندازی شد. دفتر مرکزی شرکت اچ‌پی انترپرایس سرویسز در شهر پلینو، تگزاس قرار دارد.
شرکت اچ‌پی انترپرایس سرویسز هم‌اکنون در ۶۰ کشور جهان فعالیت می‌کند و مشتریان اصلی آن عبارتند از: امریکن ایرلاینز، رولز-رویس هولدینگز، جنرال موتورز، بنک آو امریکا، فیمسا، کامان‌ویت بانک، کرفت فودز، نیروی دریایی ایالات متحده آمریکا، رویال داچ شل و ناسا.